# Ser liptowski

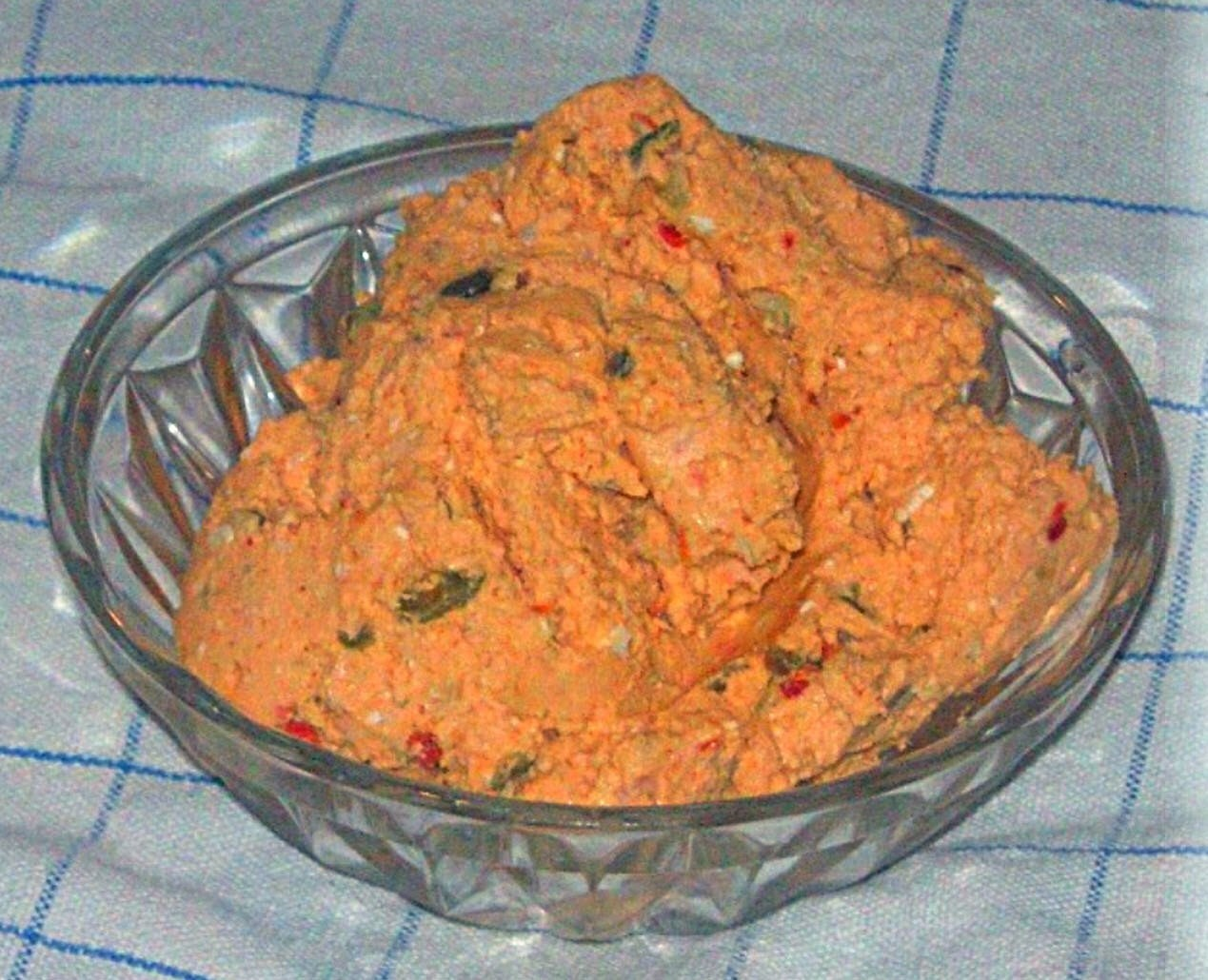
Ser liptowski

Ser liptowski – pasta serowa wytwarzana z białego sera owczego, koziego, krowiego lub ich mieszaniny z dodatkiem przypraw i innych składników. Jest składnikiem kuchni regionalnych Słowacji, Węgier, Austrii, północnych Włoch i krajów bałkańskich.
Jego nazwa pochodzi od Liptowa na Słowacji.